# 荊山 (清朝)
荊山，滿洲人，清朝政治人物、清朝禮部尚書。
曾任禮部右侍郎。康熙五十五年六月丁酉，接替赫碩咨，擔任清朝禮部尚書，后去世。由殷特布接任。